# Sydney Bromley
Sydney Charles Bromley (Londra, 24 luglio 1909 – Worthing, 14 agosto 1987) è stato un attore britannico.

## Filmografia parziale
- Breve incontro (Brief Encounter), regia di David Lean (1945) (non accreditato)
- Il marchio di Caino (The Mark of Cain), regia di Brian Desmond Hurst (1947)
- Santa Giovanna (Saint Joan), regia di Otto Preminger (1957)
- Gli orrori del museo nero (Horrors of the Black Museum), regia di Arthur Crabtree (1959)
- Giungla di cemento (The Criminal), regia di Joseph Losey (1960) (non accreditato)
- Gli spettri del capitano Clegg (Captain Clegg), regia di Peter Graham Scott (1962)
- Il rifugio dei dannati (Paranoiac), regia di Freddie Francis (1963)
- La morte dall'occhio di cristallo (Die, Monster, Die!), regia di Daniel Haller (1965)
- Femmine delle caverne (Slave Girls), regia di Michael Carreras (1967)
- Demoni di fuoco (Night of the Big Heat), regia di Terence Fisher (1967)
- Per favore, non mordermi sul collo (Dance of the Vampires), regia di Roman Polański (1967)
- Ci divertiamo da matti (Smashing Times), regia di Desmond Davis (1967)
- Half a Sixpence, regia di George Sidney (1967)
- Macbeth (The Tragedy of Macbeth), regia di Roman Polanski (1971)
- Niente sesso, siamo inglesi (No Sex Please: We're British), regia di Cliff Owen (1973)
- Frankenstein e il mostro dell'inferno (Frankenstein and the Monster from Hell), regia di Terence Fisher (1974)
- Il principe e il povero (Crossed Swords), regia di Richard Fleischer (1977)
- Una ragazza, un maggiordomo e una lady (Candleshoe), regia di Norman Tokar (1977)
- Il drago del lago di fuoco (Dragonslayer), regia di Matthew Robbins (1981)
- Un lupo mannaro americano a Londra (An American Werewolf in London), regia di John Landis (1981)
- La storia infinita (Die unendliche Geschichte), regia di Wolfgang Petersen (1984)
- Pirati (Pirates), regia di Roman Polanski (1986)
- Alla ricerca della pietra di cristallo (Crystalstone), regia di Antonio Peláez (1987)

## Doppiatori italiani
Nelle versioni in italiano delle opere in cui ha recitato, Sydney Bromley è stato doppiato da:
- Marcello Mandò in La storia infinita
- Alvise Battain in Il drago del lago di fuoco